# Света великомученица Марина
Света великомученица Марина — Огњена Марија била је хришћанска римска светитељка из 3. века. Слави се и у православној, и у католичкој, и у англиканској цркви.
Дан њеног помена по грегоријанском календару је 30. јул. Будући да је светкована усред лета, у српској традицији убраја се у ред огњевитих светаца, заједно са Светим Илијом, Благом Маријом и другима за које се веровало да пале огњем и убијају громовима. Веровање каже да се на ове дане не сме радити у кући или у пољу, како се на летину не би навукао њихов гнев.

## Живот
Марина је рођена у Антиохији, у породици многобожачког свештеника Једесије. О Исусовом животу слушала је од своје дадиље, те се још као девојчица зарекла да ће му заветовати живот и да се неће удавати. Њена одлука разбеснела је Једесију, који затим ћерку одводи код локалног намесника Олимврија на покору. Марина одбија Олимвријево наређење да принесе жртву идолима и да се одрекне Христа. Одбила је и његову понуду да му буде супруга. Подвргнута је разним мучењима, али је још неко време остала у животу. Избавила се од дављења у води, а ране од спаљивања на ватри тајанствено су се исцелиле док је лежала у тамници. Олимврије је на крају наредио да јој одсеку главу мачем. То се десило око 270. године, када је светитељка имала само шеснаест година.
Њено страдање преобратило је у хришћанство око 15.000 људи. Данас се њена рука чува у светогорском манастиру Ватопеду. Један део њених моштију чува се и у Албанији, у селу Ланга, изнад Охридског језера, у манастиру Свете Марине. Посвећен јој је манастир Клисина, и многе друге цркве (Црква Свете Великомученице Марине у Скорици, Црква Свете Марине у Марини...).

## Народна традиција
Огњена Марија ужива страхопоштовање код Срба. Невеликом броју домова она је крсна слава, најчешће узета као завет, због избегнуте несреће или због заштите од летњих олуја.
Због непознавања историје и житија светаца народ је веровао да је Огњена Марија рођена сестра Светог Илије, Благе Марије (Марије Магдалине) и Светог Пантелије (Пантелејмона). Док је Илија старозаветни пророк, који је живео девет векова пре нове ере, Блага Марија (Марија Магдалина) је Исусова савременица и следбеница из првог века нове ере. Свети Пантелејмон рођен је пет година после смрти великомученице Марине. 
Њих четворо, заједно са још неколицином светаца чији се дани обележавају крајем јула и почетком/средином августа убрајају се међу напрасите огњевите свеце, који пале земљу огњем и громовима када њихов дан није испоштован. Таквима се помињу и у народним песмама, а у једној од њих Огњена Марија се жали Светом Пантелејмону да су је плугом заорали, трлицом сатрли и изглом изболи, на шта јој он обећава да ће за њу уништити летину и стоку. У другој песми Марина крије од Светог Илије тачан дан његовог светковања, плашећи се да би светац био толико радостан да би од среће неспретно тукао громовима по народу.
Концепт Огњене Марије у српском народном предању представља резултат процеса конфлације, односно стапања ликова свете Марине и Богородице Марије. Указивање на Огњену Марију као „сестру Илије Громовника“ представља значајан елемент религијског синкретизма, кроз који се елементи словенског паганизма преплићу са хришћанским учењем у словенским народним традицијама. Посебно је значајна веза са култом Перуна, словенског бога грома, чији су епитети и функције касније пребачени на пророка Илију у хришћанској традицији. У неким варијантама митолошких предања, Перунова сестра Агни је била божанство ватре (стога и сличност са речи огањ), што додатно оснажује интерпретацију Огњене Марије као фигуре која симболички повезује старословенска божанства са новијим хришћанским светитељским култовима. Ово указује на континуитет и трансформацију веровања унутар народне религиозности, где се предхришћански мотиви настављају у адаптираној форми у оквиру хришћанске парадигме.

## Западна црква
Постоје незнатне разлике између западног и источног житија ове светице. Британске хришћанске легенде бележе да је Марина пострадала 305. године, тј. у време цара Диоклецијана. Једно од предања бајковито говори о Сатани који је узео форму змаја, како би прождрао светицу. Она је крстом пробуразила његову утробу и победнички искочила из његовог стомака.
Још један сликовити мит говори о демону који је покушао да искушава светицу, све док га она није убила тољагом. Та сцена је често илустровала њена западна житија.
Огњена Марија, у католичкој цркви позната као Девица Маргарета, једна је од Светих четрнаест помоћница, чији је удружени култ нарочито поштован у време Црне смрти у 14. веку. Марину је католичка црква беатификовала већ 1222. године, од када јој је посвећено преко 250 храмова широм Енглеске, од којих је најпознатија Вестминстерска палата.